# No. 3 Court
Il No. 3 Court  è il quarto stadio da tennis utilizzato per il Torneo di Wimbledon. Come il Centre Court è situato nel quartiere di Wimbledon a Londra.